# راشد بن مطر القاسمي
راشد بن مطر القاسمي، حاكم إمارة القواسم، تولى الحكم بعد وفاة أخيه رحمة بن مطر القاسمي عام 1760. حكم رأس الخيمة لمدة 22 عاماً. حدثت بينه وبين أحمد بن سعيد البوسعيدي إمام سلطنة عمان عدة حروب في سنة 1762 انتصر فيها إمام عمان، وفي سنة 1763  وصل جيش القواسم إلى ولاية الرستاق عاصمة عمان آنذاك. في سنة 1779 تنازل عن الحكم لإبنه صقر بن راشد القاسمي.